# Panacea
Panacea er et legendarisk lægemiddel der helbreder alle sygdomme.
Navnet kommer af den græske gudinde Panacea (Πανάκεια, Panakeia "al helbredelse"), der var gudinde for helbredelse.
Panacea kan sammenlignes med De vises sten og livseliksir.
Betegnelsen benyttes i Adam Homo, niende sang, hvor Homo møder "Excellencen", der affærdiger "Fuldkommenheds-idealet":
"Den Panacee, der Statens Kraft forøger,
Og redder Landet, som nu sygt vi see.
Aa, svared Excellencen: meget gjerne!
Den Panacee er skjult i Statsmænds Hjerne."
| Lægevidenskab | Spire Denne artikel om lægevidenskab er en spire som bør udbygges. Du er velkommen til at hjælpe Wikipedia ved at udvide den. |